# موریکه ۹۲۰۴
سیارک ۹۲۰۴ (به انگلیسی: 9204 Morike، نامگذاری:1994PZ1) نه هزار و دویست و چهارمین سیارک کشف شده‌است که در ۴ اوت ۱۹۹۴ کشف شد.
قدر مطلق سیارک برابر ۱۳٫۶۰ است.